# Tyrone McCullough
Tyrone McCullough, auch Tyrone McCullagh, (* 9. September 1990 in Derry, Nordirland) ist ein britischer Profiboxer im Superbantamgewicht.

## Amateurkarriere
Tyrone McCullough wurde 2007 irischer Kadettenmeister und 2008 irischer Jugendmeister. Darüber hinaus war er Teilnehmer der Kadetten-Weltmeisterschaften 2007 (Vorrunde) und der Jugend-Weltmeisterschaften 2008 (Achtelfinale).
Nachdem er bei den irischen Meisterschaften 2009 nach einer Halbfinalniederlage gegen John Nevin eine Bronzemedaille im Bantamgewicht erreicht hatte, gewann er 2010 den irischen Meistertitel im Federgewicht durch einen Finalsieg gegen James Fryers. Er war daraufhin bei internationalen Ereignissen startberechtigt und wurde bei den Europameisterschaften 2010 in Moskau eingesetzt. Dort besiegte er Petru Apostol aus Moldau und Azat Hovhanesyan aus Armenien, ehe er im Halbfinale gegen den Engländer Iain Weaver unterlag und eine Bronzemedaille im Federgewicht gewann. Anschließend nahm er noch an den Commonwealth Games 2010 in Neu-Delhi teil, wo er aber im Viertelfinale knapp mit 3:4 gegen Sean McGoldrick ausschied.
2011 wurde er irischer Vizemeister im Bantamgewicht nach einer Finalniederlage gegen John Nevin und gewann im Jahr darauf eine Bronzemedaille im Leichtgewicht. 2014 unterlag er bei den irischen Meisterschaften im Finale des Bantamgewichts gegen den späteren Weltmeister Michael Conlan, hatte aber im Halbfinale Kurt Walker besiegt.

## Profikarriere
Im April 2014 unterzeichnete McCullough einen Profivertrag bei der englischen Promotionsfirma Carl Greaves Promotion. Sein Debüt gewann er am 25. Juli 2015. Nach zehn Siegen in Folge gewann er am 30. Juni 2018 einstimmig gegen den ebenfalls ungeschlagenen Joe Ham (Bilanz: 14-0) und wurde dadurch Celtic-Champion des britischen Boxverbandes im Superbantamgewicht. 
Am 5. Oktober 2018 schlug er zudem den unbesiegten Josh Kennedy (11-0) einstimmig und gewann die WBO-Europameisterschaft im Superbantamgewicht. Seine erste Niederlage erlitt er im Februar 2020 gegen Ryan Walsh (25-2). Seinen nächsten Kampf bestritt er erst im Juni 2021 und verlor dabei überraschend durch TKO gegen Brett Fidoe (14-65).